# Venusvlinder
De venusvlinder (Engels: venus butterfly) is een seksuele techniek waarmee verschillende variaties van erotische massage bedoeld worden. Voor het eerst kreeg het publieke bekendheid in 1986 in een uitzending van de advocatenserie L.A. Law. Het doel van de schrijvers was de kijkers nieuwsgierig te maken en ze de term zelf inhoud te laten geven.
In het uit 1988 stammende Engelse boek The One Hour Orgasm wordt uitgebreid over deze techniek geschreven.

## Bekendheid doorL.A. Law
De aflevering "The Venus Butterfly" van de advocatenserie L.A. Law is voor het eerst uitgezonden op 21 november 1986. Hierin beweert een client aan zijn advocaat Stuart Markowitz (Michael Tucker) een bijzondere seksuele techniek te kennen en legt dit aan hem uit. De techniek werd overigens niet naar het publiek uitgelegd. In een hotelkamerscène veinst de advocaat deze techniek toe te passen bij zijn minnares Ann Kelsey (Jill Eikenberry) waarop zij een geweldig orgasme krijgt.
De schrijfster van deze aflevering, Terry Louise Vismarter, verklaarde dat zij het alleen maar had opgeschreven. De show ontving daarop veel brieven en telefoontjes van kijkers die zich afvroegen wat die techniek eigenlijk inhield. Vele jaren later werden de acteurs hier nog steeds naar gevraagd.

## Sue Johanson-variatie
In 2005 is door seksuologe Sue Johanson de venusvlinder omschreven als variant op cunnilingus. Hier stimuleert men met de tong de clitoris van een vrouw. Tegelijkertijd kunnen één of meer vingers de vagina, en met de vingers van de andere hand de anus stimuleren. Een soortgelijke beschrijving werd in 2004 gegeven in een aflevering van de televisieserie Rescue Me. Hier wordt gerefereerd aan de trilogie The Illuminatus! van Robert Shea en Robert Anton Wilson.

## Techniek volgens Schwartz
Het boek The One Hour Orgasm (Nederlands: "het orgasme van een uur") van Leah en Bob Schwartz uit 1988, wijdt over de techniek uit. In deze variatie ligt de vrouw of man op de rug terwijl de partner tussen de benen zit.
Bij een vrouw: Met voornamelijk beide duimen tegelijk wordt, vanaf de venusheuvel richting de buitenste en binnenste schaamlippen tot aan de ingang van de vagina, zacht gemasseerd. Door een minimale druk uit te oefenen, zeker nabij de clitoris, kan langzaam naar een hoogtepunt gewerkt worden. Echter, als het doel is langere tijd in deze extase te verkeren, dan wordt vlak voor het bereiken van het orgasme de intensiteit en druk afgenomen om pas na het wegebben hiervan weer langzaam richting het hoogtepunt terug te keren. Na oefening zijn sommige mensen in staat dit meerdere keren te herhalen.
Bij een man: Er wordt gemasseerd ter hoogte van het schaambeen vlak langs de penis, het scrotum en het perineum.  Ook hier worden zachte bewegingen gemaakt, zeker nabij de penis. Het doel is zoals bij een vrouw hierboven omschreven.
Het boek is genoemd in de film Meet the Fockers. Later hebben de auteurs een videoband gemaakt waarin getoond wordt hoe de techniek moet worden verricht.
De symmetrische bewegingen van beide handen maken als het ware een vlinderbeweging. Controle over het orgasme en de techniek waarmee het uitgevoerd wordt zal enige tijd nodig hebben zich bij de partners te ontwikkelen.

## Ava Cadell-variatie
Volgens de Hongaarse dr. Ava Cadell zijn er tien stappen om tot een "vlinderorgasme" bij een vrouw te komen:
1. Kus en liefkoos de vrouw hartstochtelijk om haar op te winden.
2. Verwen haar vagina met je tong.
3. Daarna voorzichtig naar haar clitoris.
4. Ga door met cunnilingus tot zij het niveau 8 bereikt op een schaal van 0 tot 10.
5. Dwaal dan af naar het omliggende gebied zoals schaamlippen en vaginaopening.
6. Kom dan weer terug met je tong bij haar clitoris tot zij het niveau 9 op de schaal van opwinding bereikt.
7. Vraag haar of zij zover is haar G-plek te laten stimuleren.
8. Ga dan verder met cunnilingus terwijl je haar G-plek zachtjes stimuleert.
9. Als alles goed gaat zal zij een buitengewoon orgasme beleven die meerdere keren achterelkaar kan terugkomen.
10. Vraag haar of je met een van je handen haar venusheuvel en vagina mag afdekken om al haar seksuele energie (in beeldspraak: de fladderende vlinder) binnen te houden zodat zij niet kan ontsnappen.

## En verder
- Een andere techniek is waarbij de partner tussen de benen van een vrouw zit. Beide handen worden op elkaar geplaatst zoals bij een bidhouding. De vingers worden gespreid. De beide pinken worden in de anusopening gebracht, de op elkaar liggende wijs-, middel- en ringvingers in de vagina en de duimen stimuleren de clitoris.
- In 1992 was er tijdens een Zweedse try-out voor het Eurovisiesongfestival een liedje Venus Butterfly.
- In 2007 publiceerde de Canadese band Hidell een liedje Venus Butterfly.
- Er zijn ook seksspeeltjes die Venus Butterfly heten. Bijvoorbeeld een klein vibrerend, op een vlinder gelijkend stukje kunststof dat een vrouw in haar slipje kan dragen.